# ヴィルヘルム・ライン

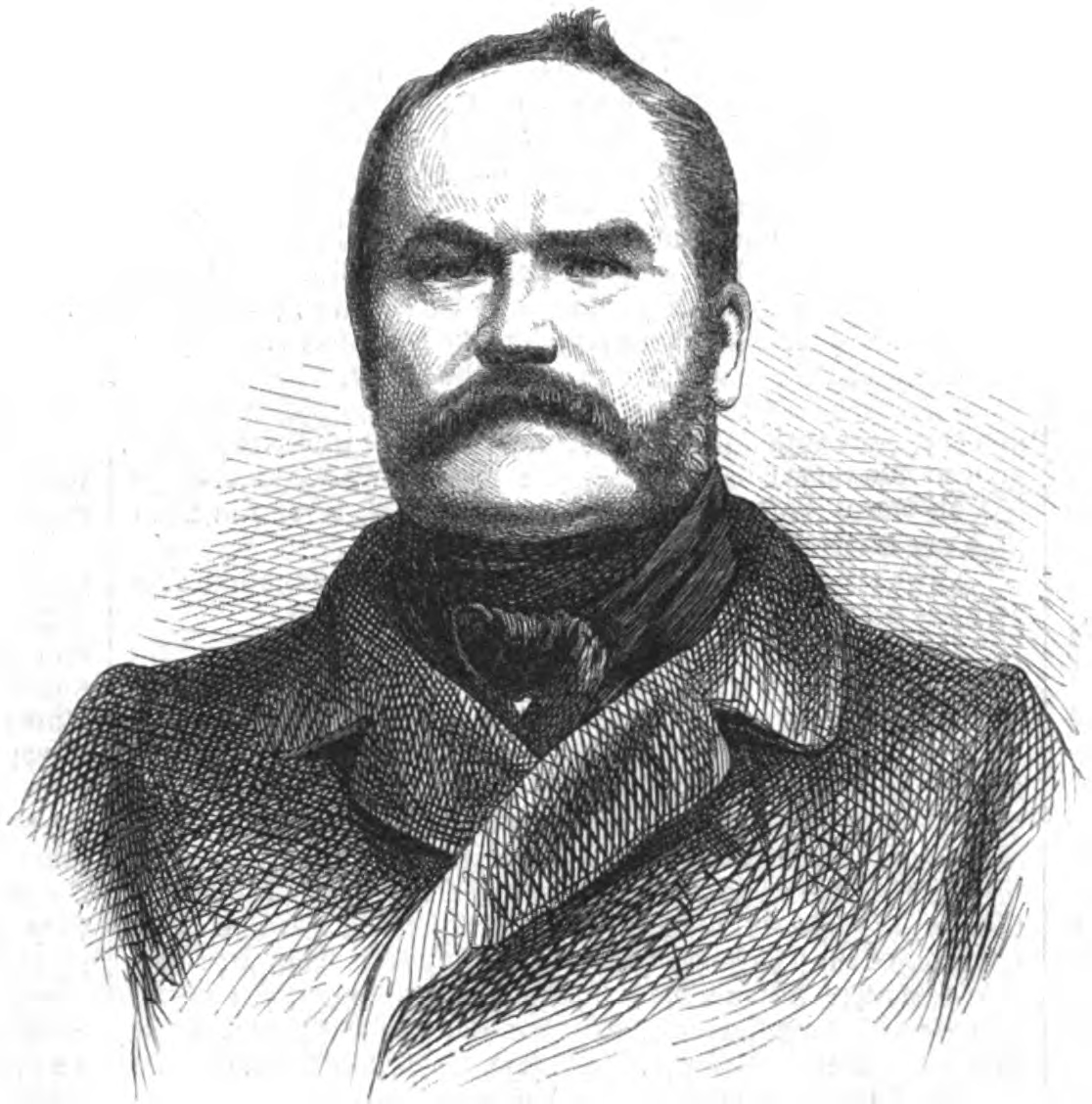
ヴィルヘルム・ライン（1865年）

ヴィルヘルム・ライン（Wilhelm Rein, 1847年8月10日 - 1929年2月19日）は、ドイツ・アイゼナハ出身の教育学者。後にヘルバルト派の代表者の1人となる。

## 生涯・人物
ラインは、イェーナ大学でまず神学を学び、それと平行してカール・フォルクマー・シュトイの下で教育学を学んだ。その後、ライプツィヒ大学のトゥイスコン・ツィラーの下に移った。1871年、バルメンの実科学校の教師となり、フリードリヒ・ヴィルヘルム・デルプフェルトから強く感化を受ける。1872年にはヴァイマルの神学校の上級教師になり、1876年にはアイゼナハの神学校校長となる。1886年、彼はイェーナ大学の名誉教授となり、1912年正教授に任じられる。
彼は、シュトイによって、その礎を置かれた教育学ゼミナールを立ち上げ、その傍らイェーナ大学の実験学校を世界的な名声を博すまでに育て上げた。彼は長期休暇の期間に実施される教育養成プログラムを新設し、市民大学運動を推進した。彼は、ヨハン・フリードリヒ・ヘルバルト、トゥイスコン・ツィラーの五段階教授法（独: Formalstufe）を、準備 (独: Vorbereitung)、提示 (独: Darbietung)、結合 (独: Verknüpfung)、連関 (独: Zusammenhang)、応用 (独: Anwendung) と改めた。
彼の教え子の1人、ヘルマン・リーツは、田園教育塾の創始者の一人である。

## 著作
- Schuljahre, eine Methodik des gesamten Volksschulunterrichts（共編）
- Enzyklopädisches Handbuch der Pädagogik I-X (1902-12(?))（編・共著）
- Pädagogik in systematischer Darstellung I-III (1902/6)
- Ethik (1903)